# Violetta Villas
Violetta Villas, właśc. Czesława Maria Gospodarek z domu Cieślak (ur. 10 czerwca 1938 w Heusy, zm. 5 grudnia 2011 w Lewinie Kłodzkim) – polska artystka estradowa, osobowość sceniczna, śpiewaczka pieśni estradowych, operowych i operetkowych, aktorka filmowa, teatralna i rewiowa, kompozytorka, autorka tekstów.
Jej głos był charakteryzowany jako sopran koloraturowy o rozszerzonej skali. Miała słuch absolutny. Grała na fortepianie, puzonie oraz skrzypcach. Przez wielu była uważana za legendę polskiej muzyki, w prasie francuskiej i amerykańskiej określana jako „głos ery atomowej” oraz „biały kruk wokalistyki światowej”. Zdaniem niektórych przez pewien czas uchodziła za „polski symbol seksu”. Mówiła biegle po polsku, francusku i rosyjsku, władała także językiem niemieckim i walońskim.
Przez całą karierę wydała osiem albumów studyjnych, jeden koncertowy, osiem minialbumów oraz 27 singli. Na repertuar Villas składało się kilkaset piosenek w dziesięciu językach (polski, angielski, francuski, niemiecki, włoski, hiszpański, rosyjski, portugalski, neapolitański oraz łacina). Wykonywała głównie muzykę z gatunku tradycyjnego popu, ale i światowe standardy muzyki jazzowej i rozrywkowej, muzykę filmową, poezję śpiewaną, piosenki dramatyczne, kompozycje klasyczne – arie operowe i operetkowe, przedwojenne tanga, pieśni musicalowe oraz muzykę sakralną. W swoich piosenkach często wykonywała wokalizy obejmujące wszystkie rejestry jej głosu (baryton-sopran koloraturowy). Piosenki dla Villas komponowali kompozytorzy, tacy jak np. Władysław Szpilman, Bogusław Klimczuk, Zbigniew Ciechan czy Wojciech Kilar. Poza działalnością solową, nagrała wiele duetów z innymi artystami, takimi jak np. Bogdan Czyżewski, Tadeusz Woźniakowski i Kazimierz Kowalski czy Michał Wiśniewski.
Honorowa obywatelka Lewina Kłodzkiego i New Britain.

## Rodzina i edukacja
Urodziła się 10 czerwca 1938 roku w Belgii w Clinique Sainte-Elisabeth (Klinice św. Elżbiety) w Heusy. Była córką Bolesława Cieślaka (1907–1960) i Janiny z domu Malczyk (1914–1985). Jej ojciec był górnikiem węgla kamiennego i kapelmistrzem w orkiestrze górniczej, a matka zajmowała się domem. Ochrzczono ją imionami Violetta Élisa, lecz ojciec zarejestrował ją w miejscowym urzędzie jako Czesławę Marię. Dzieciństwo spędziła w Liège. Dorastała w konserwatywnej rodzinie wraz z siostrą Wandą (1931–2006) i dwójką braci – Jerzym (1933–1987) i Ryszardem (1940–2010). Znała języki obce: francuski, waloński i niemiecki. Jesienią 1946 roku wróciła z rodziną do Polski i zamieszkała w Lewinie Kłodzkim, gdzie ojciec pracował najpierw jako komendant milicji, a później jako zwrotnicowy na kolei, a matka była bufetową w restauracji.

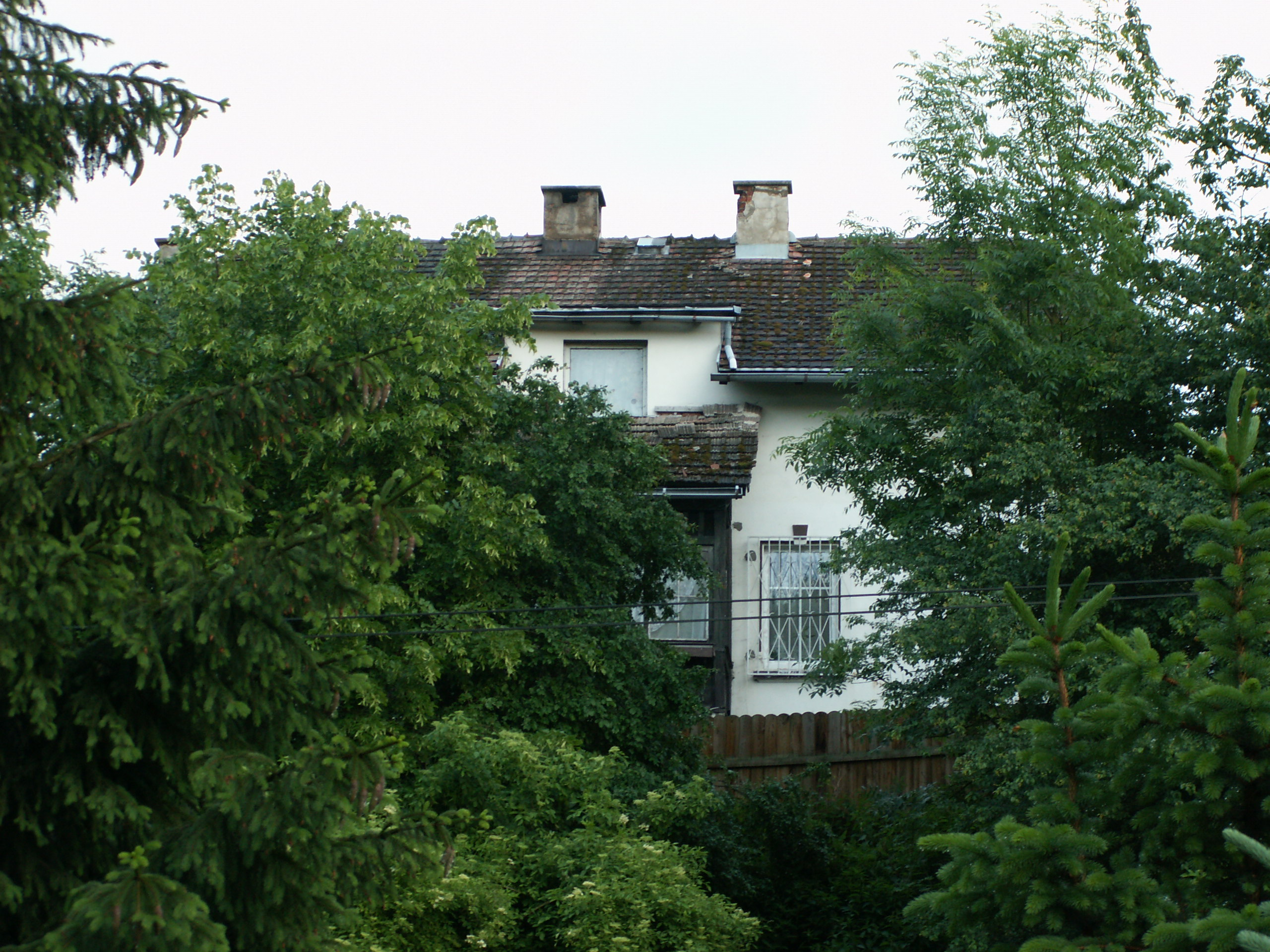
Rodzinny dom Villas w Lewinie Kłodzkim (2005)

We wczesnej młodości uczyła się gry na skrzypcach, fortepianie i puzonie. Już wtedy wyróżniała się oryginalnym stylem ubioru i nietuzinkowym sposobem bycia. Należała do ogniska muzycznego prowadzonego przez Zygmunta Pepela i pobierała lekcje baletu. W 1956 roku podjęła naukę śpiewu solowego w Państwowej Średniej Szkole Muzycznej w Szczecinie. Po roku przeniosła się do Wrocławia, gdzie przez dwa lata była uczennicą prof. Giseli Posch, a następnie do Warszawy, gdzie pobierała lekcje śpiewu klasycznego u prof. Eugenii Klopek-Falkowskiej. Śpiewała w szkolnym chórze. Jej warunki głosowe zapowiadały karierę operową, z której jednak zrezygnowała, chcąc występować na estradzie. W 1960 roku zakończyła edukację w szkole muzycznej, nie zdając egzaminów do czwartej klasy.

## Kariera artystyczna

### Lata 60.
Utrzymywała, że pseudonim artystyczny wybrała za radą Władysława Szpilmana, tworząc go z pierwszych liter swojego imienia i słowa las. W rzeczywistości za powstanie pseudonimu artystycznego piosenkarki odpowiadali muzycy Polskiego Radia, Edward Czerny i Pankracy Zdzitowiecki, którzy nazwisko Villas znaleźli w książce telefonicznej, a imię Violetta faktycznie wymyśliła artystka.
Z pomocą nauczyciela gry na puzonie, Pankracego Zdzitowieckiego, wzięła udział w przesłuchaniach do Polskiego Radia. Wiosną 1961 roku zrealizowała pierwsze, próbne nagrania radiowe z zespołem Edwarda Czernego. W tym samym roku wzięła udział w audycji Polskiego Radia „Podwieczorek przy mikrofonie” i zwyciężyła z utworem „Dla ciebie, miły” w plebiscycie „Expressu Wieczornego” na najlepszy polski szlagier; otrzymała 67 479 głosów, podczas gdy następna piosenka na liście – „Jeszcze poczekajmy” w wykonaniu Reny Rolskiej – zebrała ich 33 tys. Dzięki wygranej w plebiscycie wystąpiła w Międzynarodowym Festiwalu Piosenki w Sopocie, na którym śpiewała piosenki „Dla ciebie, miły” oraz „Si señor”. Na sopocki festiwal powróciła w 1962 roku, zajmując 12. miejsce po prezentacji utworów „Ave Maria no morro” i „Spójrz prosto w oczy”. Po udziale w festiwalu zaczęła regularnie grać koncerty w kraju i za granicą. Była związana ze Stołeczną Estradą, pod której szyldem występowała w zakładach pracy i szkołach. Ponadto grała koncerty m.in. w NRD, Rumunii, Czechosłowacji, Izraelu i Belgii, gdzie 20 lipca 1964 roku wystąpiła wraz z Orkiestrą Symfoniczną Radia Belgijskiego na Festiwalu Morza Północnego (Noordzeefestival) w sali kasyna w Knokke-Heist. W 1964 roku wyruszyła też na trzy miesiące z trasą koncertową po ZSRR. W jej ówczesnym repertuarze znajdowały się m.in. piosenki „Figa z makiem”, „Do twarzy mi w fartuszku” czy „Przyjdzie na to czas”, ale też pieśń „Ave Maria”.

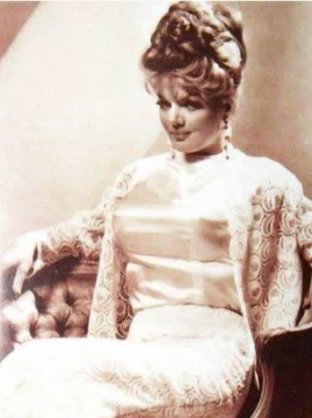
Villas w latach 60.

W okresie 1964–1966 trzykrotnie uczestniczyła w Krajowym Festiwalu Piosenki Polskiej w Opolu: w 1964 roku z piosenką „Przyjdzie na to czas”, w 1965 roku z piosenką „Jak nie to nie” oraz w 1966 roku z piosenką „Jedno słowo: matka”, jednak za każdym razem bez powodzenia. W tym okresie wzięła udział w przesłuchaniach do Casino de Paris, jednak mimo pogłosek o chęci podpisania kontraktu z artystką, do współpracy nie doszło. W dniach 5–7 listopada 1965 roku brała udział w III Festival International des Variétés et Music-Halls w Rennes, gdzie zdobyła Grand Prix Internationalle za najlepszą interpretację. Sukces odniosła także na Festival International d’art Contemporain w Royan. 8 listopada wystąpiła z Czesławem Niemenem i Piotrem Szczepanikiem w Teatrze Fontaine w publicznej audycji Office de la Radiodiffusion-Télévision Française „Roue de la chance” realizowanej przez André Chanu. Uczestniczyła w radiowych koncertach o międzynarodowej obsadzie, m.in. w Szwajcarii i Republice Federalnej Niemiec. Na przełomie 1965 i 1966 roku często dawała koncerty w Paryżu, m.in. w music-hallu Olympia. W 1966 roku, na osobistą prośbę szefa Olympii Bruno Cocquatrixa, znalazła się w gronie artystów polskiego programu rewiowego Grand Musicall de Varsovie. Premiera programu odbyła się 26 lipca 1966 roku, Villas śpiewała m.in. „Ave Maria no morro” i „Hiroshima, mon amour”. Koncert jest znany przede wszystkim z epizodu z kryształowym żyrandolem zawieszonym pod sufitem Olympii, który – według wielu źródeł – drżał podczas występu artystki. Ten właśnie fakt stał się inspiracją znanej recenzji mówiącej o „głosie ery atomowej”. Otrzymała recenzje doceniające walor jej głosu i interpretacji pieśni. Również w 1966 roku zagrała w drugim odcinku serialu Klub profesora Tutki.
Podczas pobytu w Paryżu przyjęła propozycję zagrania koncertów dla Polonii w USA i Kanadzie oraz nawiązała współpracę z Frederikiem Apcarem, na którego zaproszenie wyjechała do Las Vegas. Od grudnia 1966 roku przez trzy sezony występowała w rewii Casino de Paris, początkowo jako „druga gwiazda” u boku Line Renaud, a następnie jako główna artystka wieczoru. Śpiewała piosenki, arie operetkowe i operowe w dziewięciu językach, a w swoim pierwszym programie wykonywała m.in. numery: „Under Paris Skies”, „O sole mio”, „Granadę”, „Libiamo ne’ lieti calici” i „Strangers in the Night”. Występowała m.in. z Frankiem Sinatrą, Paulem Anką, Charles’em Aznavourem, Earthą Kitt, Deanem Martinem czy Sammym Davisem. Koszt przygotowania rewii z jej udziałem wynosił 50 tys. dolarów. Jej osobistym stylistą był Patrick Valette, konsultant domu mody Dior. Choreografem artystki był Hermes Pan, a ruchu scenicznego uczył ją mistrz tańca Sandro Mandari. Recenzenci z prasy amerykańskiej określali ją „fenomenalną Polką”, „głosem ery atomowej” czy „białym krukiem wokalistyki światowej”. Również w 1966 roku występowała z recitalami m.in. w Baden-Baden, Bazylei i Brukseli.
W 1968 roku nagrała program 20 piosenek dla amerykańskiej telewizji i wytwórni Capitol Records. Piosenka i estrada ułatwiły jej kontakt z filmem, a podczas występów w Las Vegas miał dostrzec ją Joe Pasternak, dzięki którego wstawiennictwu w marcu 1968 roku rozpoczęła próbne zdjęcia dla wytwórni filmowej MGM. W wywiadach utrzymywała, że zagrała niewielkie role w filmach z Lee Marvinem (Idę tędy), Bobem Hope (Czy znasz mój uśmiech) oraz Glennem Fordem (Niebo z pistoletem), jednak te informacje zostały w późniejszych latach podważone przez dziennikarzy. W grudniu 1968 roku w Sali Kongresowej w Warszawie kilkukrotnie występowała w rewii Villas Revue, którą samodzielnie wyreżyserowała i sfinansowała w całości z własnych pieniędzy. Podczas widowiska śpiewała arie operowe i amerykańskie standardy, m.in. „Strangers in the Night” czy „My Heart Belongs to Daddy”. W rewii razem z Villas występowali: zespół akrobatyczny Mortale, zespół cygański Czarne Perły oraz kwartet Beltono.
W 1969 roku znów występowała w Las Vegas, a pod koniec roku wróciła do Polski. Konstanty Ciciszwili w tym czasie nakręcił telewizyjny spektakl rewiowy Śpiewa Violetta Villas, a ideą filmu była chęć przybliżenia stylu piosenkarki. Przeciwnicy Villas, m.in. recenzent Sztandaru Młodych Jerzy Eljasiak, poddali film krytyce, obwołując go „kiczem nad kicze” jako nieprzystający do ówczesnej rzeczywistości socjalistycznej. Zwolennicy, m.in. redaktor Janusz Gazda, podkreślali: Pewność siebie, z jaką wkracza na estradę, (...) obnosi swe stroje, demonstruje swe wdzięki i śpiewa najbanalniejsze słowa o miłości (...) ujawniając ekstrawagancję, ale i indywidualność.

### Lata 70.
W 1970 roku zagrała mecenasową Barbarę Tylską w filmie fabularnym Jerzego Gruzy Dzięcioł (1971), w którym także wykonała utwór „Oczy czornyje”. W grudniu 1970 roku wyjechała na kilka miesięcy w trasę po Australii i Nowej Zelandii, gdzie występowała z rewią „Casino de Paris”. Podczas premiery w Williamson Theatre w Melbourne została przedstawiona jako „pieśniarka z Las Vegas, na stałe mieszkająca w Paryżu, urodzona w Polsce”, czemu zaprotestowała, podkreślając, że urodziła się w Belgii, ale jest Polką. Spotkało się to z oburzeniem dyrektora teatru, Johna Junga, który zakazywał piosenkarce informowania publiczności o miejscu swojego pochodzenia, a podczas występów kazał odłączać jej mikrofon. Villas poparł miejscowy związek artystów i lokalne gazety.
Po powrocie do Polski zaangażowała się w życie lokalnej parafii, śpiewając na ślubach i uroczystościach kościelnych. 29 maja 1971 roku zagrała koncert w Melbourne na rzecz Polskiego Komitetu Olimpijskiego. W 1973 roku wystąpiła m.in. w Tokio, Rio de Janeiro i Paryżu. Janusz Kondratiuk zaproponował jej rolę w filmie Dziewczyny do wzięcia, Villas odmówiła udziału w produkcji. W 1974 roku miała zagrać Lucy Zuckerową w Ziemi obiecanej, ale reżyser Andrzej Wajda wkrótce zrezygnował ze współpracy z artystką, rozczarowany jej spóźnianiem się na spotkania i brakiem z nią kontaktu, a w filmie zagrała Kalina Jędrusik. Spekulowano także, że Villas miała wycofać się z projektu, gdy w drodze na próbę kostiumu czarny kot przebiegł jej drogę, co uznała za zły omen. Inna wersja mówi, iż problemem okazała się usilna chęć Villas do samodzielnego zaprojektowania kostiumów, na co Wajda nie mógł się zgodzić w obawie o ekstrawagancki gust artystki.
W 1976 roku odbyła ogólnoświatową trasę koncertową z zespołem „Podwieczorku przy mikrofonie”, z którym wystąpiła m.in. w ośrodkach polonijnych w USA i Kanadzie. Występowała też w duetach z Kaliną Jędrusik, m.in. w Filadelfii, Nowym Jorku oraz Chicago. Po zakończeniu trasy pozostała w Chicago, co wywołało kontrowersje w Polsce w związku z brakiem uzyskania przez Villas wymaganej zgody na dłuższy pobyt w USA. Ostatecznie wróciła do Polski i ruszyła w trasę koncertową po kraju, jednak przerwano ją po kilku występach. W 1977 roku nagrała płytę pt. Nie ma miłości bez zazdrości, przy której współpracowała m.in. z Agnieszka Osiecką, Leszkiem Bogdanowiczem i Andrzejem Januszką, a także wystąpiła w inscenizowanym recitalu TVP pt. Sentymenty, w którym śpiewała piosenki Osieckiej. W 1978 roku wystąpiła w Teatrze Wielkim w Łodzi w widowisku estradowym Kochajmy się, wykonując w towarzystwie męskiego baletu piosenkę „My Heart Belongs to Daddy”.
Pod koniec lat 70. popadła w ubóstwo. Jesienią 1979 roku zaczęła występować w warszawskim Teatrem Syrena w widowisku rewiowym pt. Trzeci program (reż. Stefan Wenta). Spektakl okazał się sukcesem frekwencyjnym. Po kilku miesiącach Villas przestała występować w teatrze wskutek konfliktu z Witoldem Fillerem (dyrektorem Syreny) i dyrygentem Ryszardem Poznakowskim. Po rozwiązaniu kontraktu wycofała się z życia publicznego. W czasie trwającej kilka lat przerwy artystycznej rozważała wstąpienie do zakonu.

### Lata 80.
W 1983 roku powróciła do aktywnej pracy zawodowej, grając samą siebie w filmie Pawła Pitery Sny i marzenia (1985). 28 lutego 1986 roku premierowo wystawiła widowisko rewiowe Violetta w Teatrze Syrena w Warszawie. Spektakl cieszył się dużym powodzeniem, artystka zagrała ponad 250 przedstawień w kilku miastach w Polsce. Podczas jednego ze spektakli poznała Elżbietę Budzynską, która w przyszłości została jej osobistą gosposią. W 1986 roku nagrała nowe piosenki, w tym singiel „Mundial'86”, a także powróciła do koncertowania – wystąpiła m.in. na Festiwalu Piosenki Żołnierskiej w Kołobrzegu i na gali finałowej Miss Polonia 1986 w Krakowie. W tym samym roku, za namową Bogusława Kaczyńskiego, zadebiutowała na scenie operowej, występując w tytułowej roli w operze Carmen na scenie Teatru Wielkiego w Łodzi.
We wrześniu 1987 roku wyjechała z Teatrem Syrena na światową trasę koncertową z rewią Violetta, którą wystawiła m.in. w Szwecji, Wielkiej Brytanii, Australii i USA, gdzie zagrała np. w nowojorskim Carnegie Hall. Po zakończeniu trasy koncertowej została w USA na cykl występów w Chicago. W tym czasie poznała, a następnie poślubiła Teda Kowalczyka. Wraz z mężem planowała otworzyć teatr rewiowy w prowadzonej przez Kowalczyka restauracji „Orbit”, jednak nie doszło do realizacji tych planów. Przed wyborami prezydenckimi w 1988 r. artystkę w „Orbicie” odwiedził wiceprezydent USA George Bush, zapraszając ją do występu w Białym Domu po jego ewentualnej wygranej. W tym czasie powstał także krótkometrażowy fabularyzowany film dokumentalny Zbigniewa Kowalewskiego i Jerzego Kołata Sen o kopciuszku inspirowany życiorysem Villas, ze szczególnym uwzględnieniem kontrowersyjnych wątków z jej życia. Na bazie filmu miał powstać film Rok z Violettą Villas, ale jego produkcja nie doszła do skutku.
Po rozstaniu z mężem występowała w restauracji „Eugene’s Fireside” w Morton Grove. Po powrocie do Polski przyjęła propozycję występu w Wesołej wdówce Franza Léhara, wystawianej w Teatrze Wielkim w Łodzi w reż. Sławomira Pietrasa, który jednak szybko zakończył współpracę z artystką, rozczarowany powolnym tempem jej przygotowań i opuszczaniem przez nią prób. Na przełomie lat 80. i 90. występowała na scenie Operetki Warszawskiej, a występy cieszyły się dużą popularnością, dlatego organizowano dodatkowe terminy.

### Lata 90.
W 1990 roku miała wystąpić jako gość muzyczny podczas wyborów Mistera Polski w Teatrze Wielkim w Łodzi, jednak z powodu niedotrzymania umowy przez organizatorów nie wyszła na scenę. W 1991 roku uświetniła występem wybory Miss Polonia oraz wyruszyła w trasę z programem pt. „Tygrysica z Magdalenki. Violetta Villas Show”, w której ramach do 2003 roku zagrała łącznie 15 koncertów w Warszawie, Łodzi, Elblągu, Ciechocinku i Pile. W 1992  roku wystąpiła na Festiwalu Arii i Pieśni im. Jana Kiepury w Krynicy-Zdroju. W tym czasie Jerzy Gruza chciał zaangażować Villas do udziału w musicalu Hello, Dolly! wystawianego w Operetce w Krakowie. Po koncercie w Ciechocinku przyjęła od impresario Henryka Michalskiego propozycję wyjazdu na koncerty dla Polonii w Chicago i Nowego Jorku. W 1993 roku premierę miała książka Witolda Fillera pt. Tygrysica z Magdalenki, w której autor podjął istotne wątki biograficzne na temat Villas. Artystka nigdy nie zaakceptowała treści książki, bo uważała wiele opisów za niezgodne z prawdą.
23 stycznia 1993 roku odbył się transmitowany przez telewizję koncert Villas w Teatrze Roma, a wybrane fragmentu recitalu wydano w 1994 roku na koncertowym albumie pt. Laleczka. W 1994 roku i 1996 roku ponownie koncertowała w Chicago i Nowym Jorku. Również w 1996 roku wraz z Kazikiem Staszewskim nagrała rewiowo-punkrockową piosenkę „Kochaj mnie, a będę twoją”, wydaną na płycie zespołu Kult pt. Tata 2. Piosenka dotarła m.in. do 14 miejsca Listy przebojów Programu Trzeciego. Podczas spotkania w studiu zaproponowała grupie nagranie całej płyty, jednak wycofała się z pomysłu po przeczytaniu negatywnej opinii Staszewskiego o Kościele katolickim. W tym czasie zapraszana była do programów telewizyjnych, w których przeprowadzano z nią wywiady bądź śpiewano jej piosenki; wystąpiła m.in. w Ibisekcji Krzysztofa Ibisza, Wieczorze z wampirem Wojciecha Jagielskiego, Szansie na sukces Elżbiety Skrętkowskiej, Od przedszkola do Opola Michała Juszczakiewicza, Na każdy temat Mariusza Szczygła oraz Wideotece dorosłego człowieka Marii Szabłowskiej i Krzysztofa Szewczyka. Koncertowała też po małych miejscowościach. W tym okresie odrzuciła propozycję nagrania albumu z Grzegorzem Ciechowskim i Małgorzatą Potocką, nie godząc się z ich życiem bez ślubu.
W 1998 otrzymała kryształowy klucz jako symbol honorowego obywatela Lewina Kłodzkiego. Na terenie domu, w którym się wychowała, założyła schronisko dla zwierząt „Moi bracia mniejsi”, a także otrzymała wieczystą dzierżawę wzgórza wokół domu, które nazywała „Skarbkiem”. Wraz z jej powrotem do rodzinnej miejscowości wiązano wiele oczekiwań, m.in. planowano przebudowę miejscowego kina na rewię, ale projekt nie doszedł do skutku. Fakt zamieszkania Villas w Lewinie Kłodzkim stał się okazją do promocji regionu. Również w 1998 wystąpiła na rozpoczęciu gali pięciolecia Szansy na sukces w Sali Kongresowej w Warszawie, wykonując piosenkę „Śpiewać każdy może” z Justyną Steczkowską, Katarzyną Cerekwicką i Violą Brzezińską. Dała także recital w pałacu w Antoninie i wystąpiła w widowisku charytatywnym w reżyserii Janusza Józefowicza w Teatrze Buffo; dochód z koncertu przeznaczono na pomoc dzieciom specjalnej troski z ośrodków szkolno-wychowawczych warszawskiej Pragi. W listopadzie 1999 wystąpiła z koncertem pt. „Violetta – taka jestem”, reżyserowanym przez Elżbietę Skrętkowską w Teatrze Wielkim w Łodzi i transmitowanym przez TVP2; podczas koncertu wykonała swoje przeboje w nowych aranżacjach oraz z udziałem laureatów Szansy na sukces, a na scenie zaprezentowała się w czterech sukniach, w tym dwóch według projektu Xymeny Zaniewskiej. Pod koniec lat 90. w Sali Kongresowej wystąpiła w koncercie-przeglądzie laureatów Szansy na sukces sezonu 1998/1999, a u jej boku wystąpili wskazani przez nią uczestnicy programu, m.in. Weronika Korthals, Małgorzata Markiewicz i Marcin Ziółkowski. Ponadto dała kolejne recitale w mniejszych miejscowościach.

### Lata 2000–2010

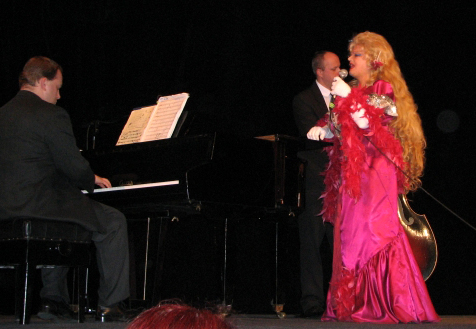
Villas w Poznaniu (2006)

W 2000 zagrała trzy koncerty w Londynie. Po powrocie do Polski zagrała m.in. na Jasnej Górze i we Wrocławiu. W tym samym roku zagrała koncert w Copernicus Center w Chicago. W tym czasie wydano dwie składanki z jej przebojami – Złote przeboje i Złota kolekcja: Pocałunek ognia. W listopadzie zagrała trzy koncerty w Londynie, na jednym z nich obecny był Ryszard Kaczorowski. 1 grudnia wzięła udział w transmitowanym przez TVP2 benefisie Wojciecha Dzieduszyckiego w Teatrze Muzycznym Operetka Wrocławska we Wrocławiu.
20 stycznia 2001 wystąpiła z recitalem w teatrze operowym Studio Moliére w Wiedniu. Dwa dni później wystąpiła na scenie Opery Lwowskiej w koncercie z okazji benefisu hrabiego Wojciecha Dzieduszyckiego. Również w 2001 nagrała album świąteczny pt. Gdy się Chrystus rodzi, a Polskie Nagrania wydały kompaktowe reedycje trzech najpopularniejszych albumów artystki: Violetta Villas, Dla ciebie miły i Nie ma miłości bez zazdrości. 19 listopada w magazynie „Viva” ukazał się obszerny wywiad z artystką, opatrzony sesją zdjęciową. Villas była także gościem wielu programów telewizyjnych, m.in. Wieczór z Jagielskim, Jestem jaki jestem czy Bigosowa – kontrwywiady. Również w 2001 wystąpiła z zespołem De Mono na 10. Yach Film Festiwalu, a także zagrała koncerty w Krakowie, Warszawie i Wrocławiu. 12 lipca 2002 była gwiazdą Międzynarodowego Festiwalu Muzyki Uzdrowiskowej w Polanicy-Zdroju.
W 2003 Polskie Nagrania wydały w ramach serii „Polskie perły” płytę z przebojami Villas pt. Do ciebie mamo. Artystka nagrała też minialbum z tangami pt. Walentynkowe hity w duecie z Michałem Wiśniewskim. Wydawnictwo, wydane jako dodatek do jednej z gazet, osiągnęło nakład ćwierć miliona egzemplarzy, uzyskując status platynowej płyty. W tym samym roku wystąpiła z recitalem na 40. Krajowym Festiwalu Piosenki Polskiej w Opolu oraz zagrała serię koncertów w kraju. W 2004 roku wystąpiła w programie Wideoteka dorosłego człowieka, nagrała album świąteczny pt. Kolędy serca w duecie z o. Bogusławem Palecznym i zagrała zamknięty koncert w kasynie „Hotelu Grand” w Warszawie.
8 września 2005 złożyła kwiaty pod pomnikiem psa Dżoka na Bulwarze Czerwieńskim w Krakowie oraz wystąpiła w sali Florianka krakowskiej Akademii Muzycznej. Sześć dni później wystąpiła z okazji XII Międzynarodowego Festiwalu Muzyki Wiedeńskiej w Auli Leopoldyńskiej Uniwersytetu Wrocławskiego. W 2006 roku dała kilkanaście recitali (m.in. w Poznaniu, Kłodzku i Jeleniej Górze), a Agencja Artystyczna MTJ wydała album pt. Ja jestem już taka, będącą reedycją płyty koncertowej Laleczka z 1994.

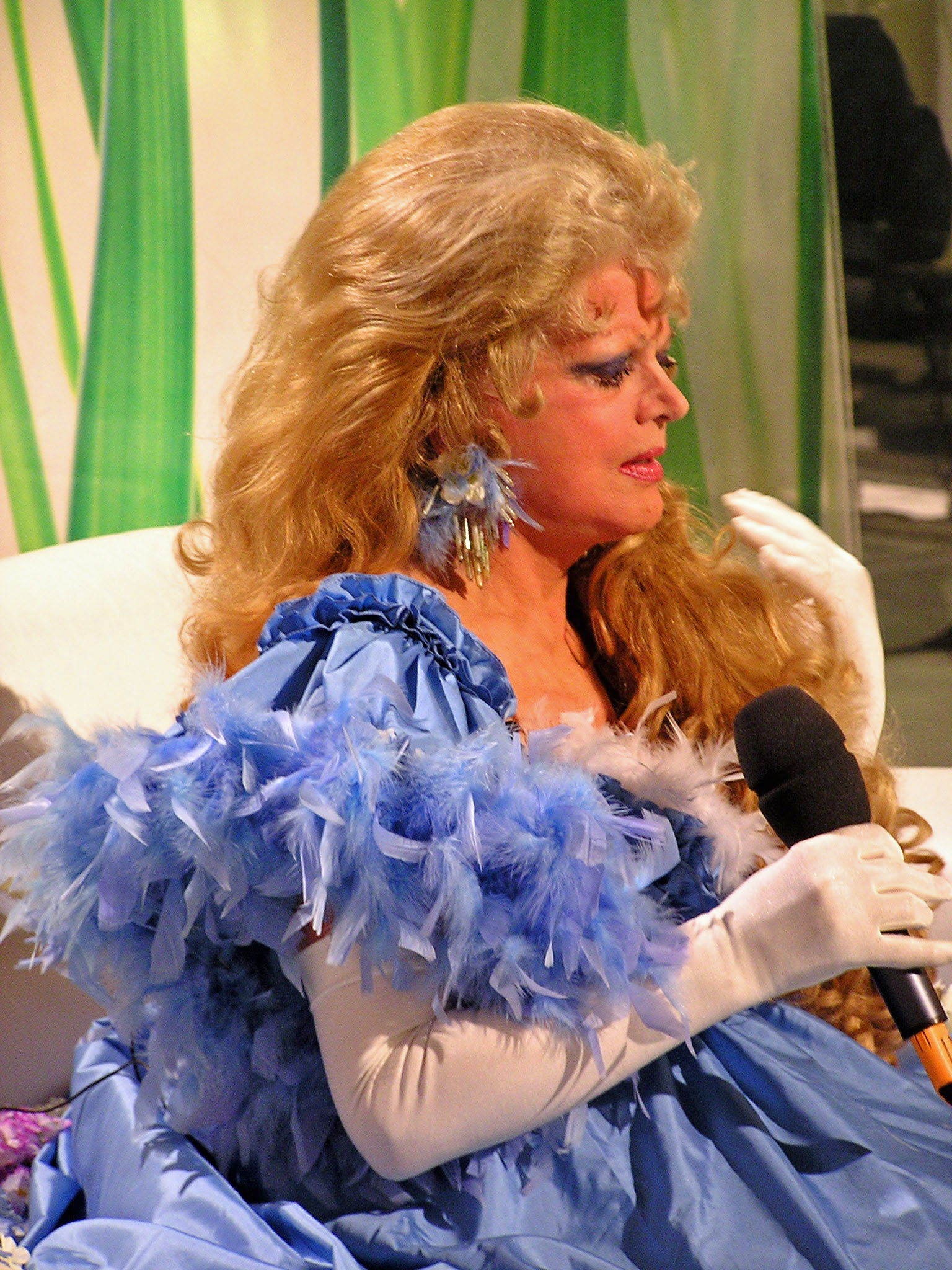
Villas podczas nagrania programu Szansa na sukces (2007)

W grudniu 2006 rozpoczęła leczenie w szpitalu psychiatrycznym. Po opuszczeniu placówki poddała się opiece mecenasa Zbigniewa i swojego nowego menedżera, Andrzeja Sikory. Wzięła również udział w konferencji prasowej, na której zapowiedziała nagranie nowej płyty i zagranie koncertów w największych polskich miastach. Media żywotnie interesowały się zarówno stanem zdrowia piosenkarki, jak i jej przyszłością, co zapoczątkowało pojawianiem się Villas w różnych programach telewizyjnych i tytułach prasowych. Wiosną 2007 wystąpiła w jednym z odcinków programu Szansa na sukces, który obejrzało ponad 4 mln telewidzów, a także przez dwa tygodnie publikowała swoje pamiętniki w dzienniku „Fakt”. Podpisała także umowę ze studiem nagraniowym MM Studio oraz wytwórnią płytową, która planowała organizację trasy koncertowej po Polsce, USA oraz Kanadzie i zamawiała kreacje dla piosenkarki w Mediolanie. Z powodu złego stanu zdrowia Villas plany koncertowe nie zostały zrealizowane. 1 czerwca wystąpiła w finale programu Szansa na sukces, który odbył się w Sali Kongresowej Pałacu Kultury i Nauki w Warszawie, a przy akompaniamencie fortepianu i orkiestry zaśpiewała piosenkę „Pocałunek ognia” oraz – w czasie pozaantenowym – „Ja jestem już taka”. 10 czerwca obchodziła 69. urodziny podczas koncertu w pałacu w Jastrowcu.
24 czerwca 2007 w programie Superwizjer ukazał się materiał pt. „Zarobić na gwieździe” poświęcony Villas. W programie zasugerowano, że piosenkarka była zniewolona przez menedżera Andrzeja Sikorę i mecenasa Andrzeja Świta. Dziennikarka prowadząca śledztwo próbowała odnaleźć aktualne miejsce pobytu piosenkarki, które zostało okryte tajemnicą – ustalono, że Villas przebywała w jednym z domów we wsi Grzędy. Jak cytowano w reportażu, „piosenkarka jest okupowana przez adwokata i menedżera”, a na dowód przywołano konferencję prasową po wyjściu ze szpitala, na której zwrócono uwagę, że podczas rozmowy z dziennikarzami wypowiedzi artystki są „kontrolowane” i „sterowane”. Z dociekań dziennikarskich wynikało, że Sikora nie ma doświadczenia w show-biznesie, a wcześniej „zajmował się skupem złomu”. Od dziennikarki, która pod pretekstem wręczenia prezentu poszukiwała Villas, menedżer miał rzekomo zażądać 8500 zł za możliwość przekazania prezentu artystce. W reportażu wskazano, że dom piosenkarki w Lewinie Kłodzkim nadal pozostaje w stanie ruiny, a zapowiadane remonty wcale nie doszły do skutku. Villas na początku sierpnia 2007 wróciła do Lewina Kłodzkiego, zrywając współpracę z menedżerem i adwokatem. W grudniu wystąpiła z utworem „W Lewinie koło Kudowy” jako gość muzyczny programu Wideoteka dorosłego człowieka.

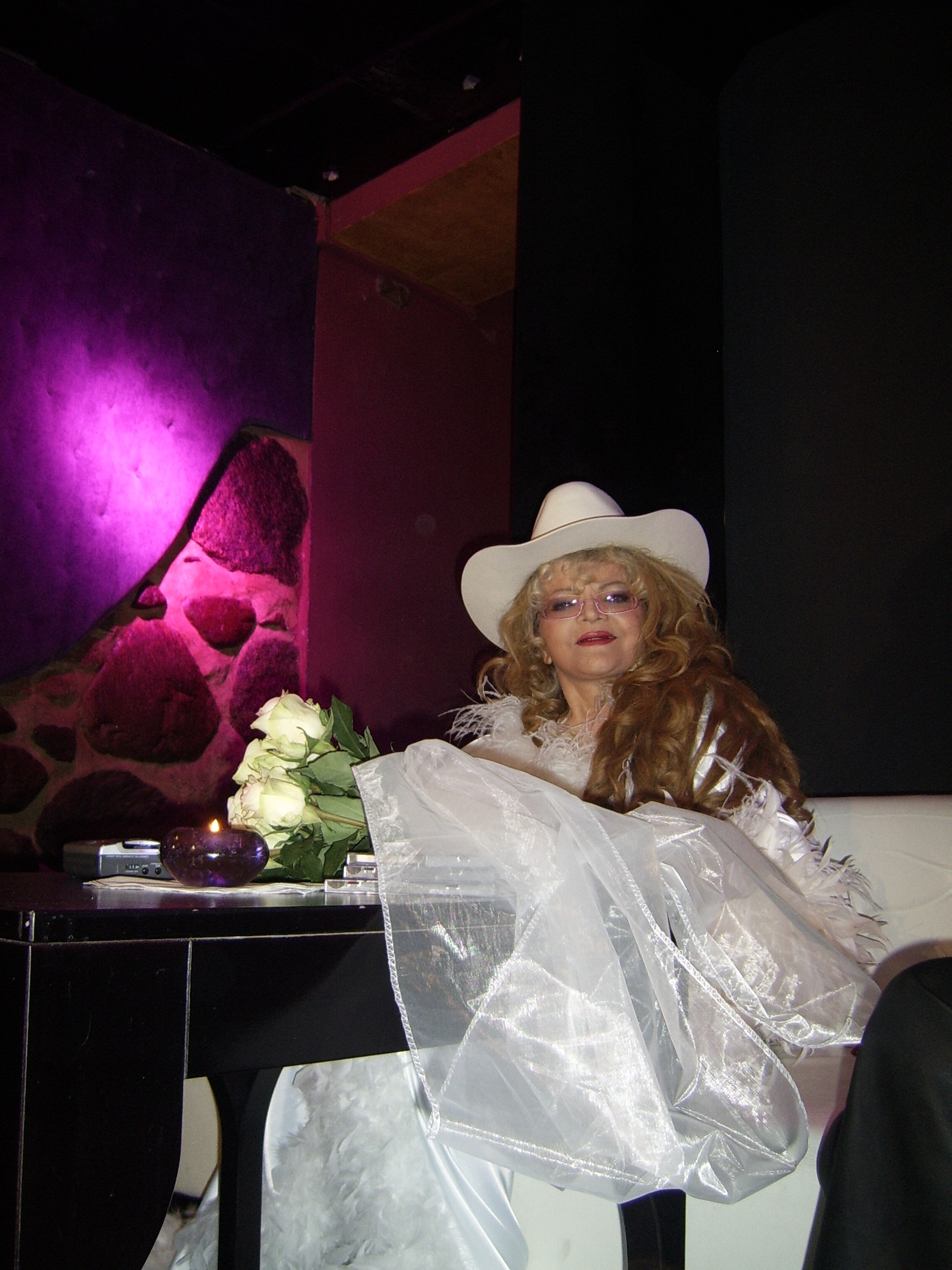
Villas na konferencji prasowej w klubie „Moskwa” w Toruniu (2008)

Od początku 2008 nie pojawiała się publicznie. Zwracano uwagę na złą sytuację materialną w jej otoczeniu. W połowie marca Villas udała się do siedziby Związku Artystów i Kompozytorów Scenicznych w Warszawie, w celu zarejestrowania kilku piosenek, aby móc uzyskać wpływy z tantiem. W wyniku jednej z inicjatyw wystosowania listu do ministerstwa, otrzymała jednorazowe wsparcie finansowe w wysokości 10 tys. zł, z uwagi za „zasługi dla polskiej kultury”. Na przełomie września i października zwracano uwagę na sytuację piosenkarki, która – zdaniem jej sąsiadów – była zniewolona przez swoją gosposię, Elżbietę Budzyńską. Władze Lewina Kłodzkiego rozważały możliwość wkroczenia do domu artystki, za zgodą prokuratury, by sprawdzić w jakiej formie jest piosenkarka. O niekorzystnej sytuacji artystki wypowiadała się m.in. Dorota Pawlak, która wcześniej przygotowywała reportaże o piosenkarce. Stwierdziła, że Villas jest izolowana od świata zewnętrznego przez swoją opiekunkę. Villas pod koniec października 2008 została zaproszona do programu Szymon Majewski Show, w którym udzieliła wywiadu oraz zaśpiewała z Michałem Wiśniewskim piosenkę „Pocałunek ognia”. W październiku ukazała się jej płyta pt. Na pocieszenie serca i uniesienie ducha, zawierająca największe przeboje Villas w nowych aranżacjach oraz wcześniej niepublikowane utwory, w tym „Melancholię”, którą miała nagrać na potrzeby ścieżki dźwiękowej do filmu Trędowata. Promowała płytę w Toruniu, pojawiając się 29 października w klubach Moskwa i Forte Club, a także salonie Empik „Starówka”. W listopadzie wystąpiła gościnnie w programie Jak oni śpiewają, wykonując piosenkę „Nie ma miłości bez zazdrości” w duecie z Arturem Chamskim. W lipcu, sierpniu i wrześniu 2009 roku pojawiła się na Jasnej Górze w Częstochowie, gdzie wspierała budowę Ołtarzy Adoracji Najświętszego Sakramentu, a także sprzedawała swoje płyty.

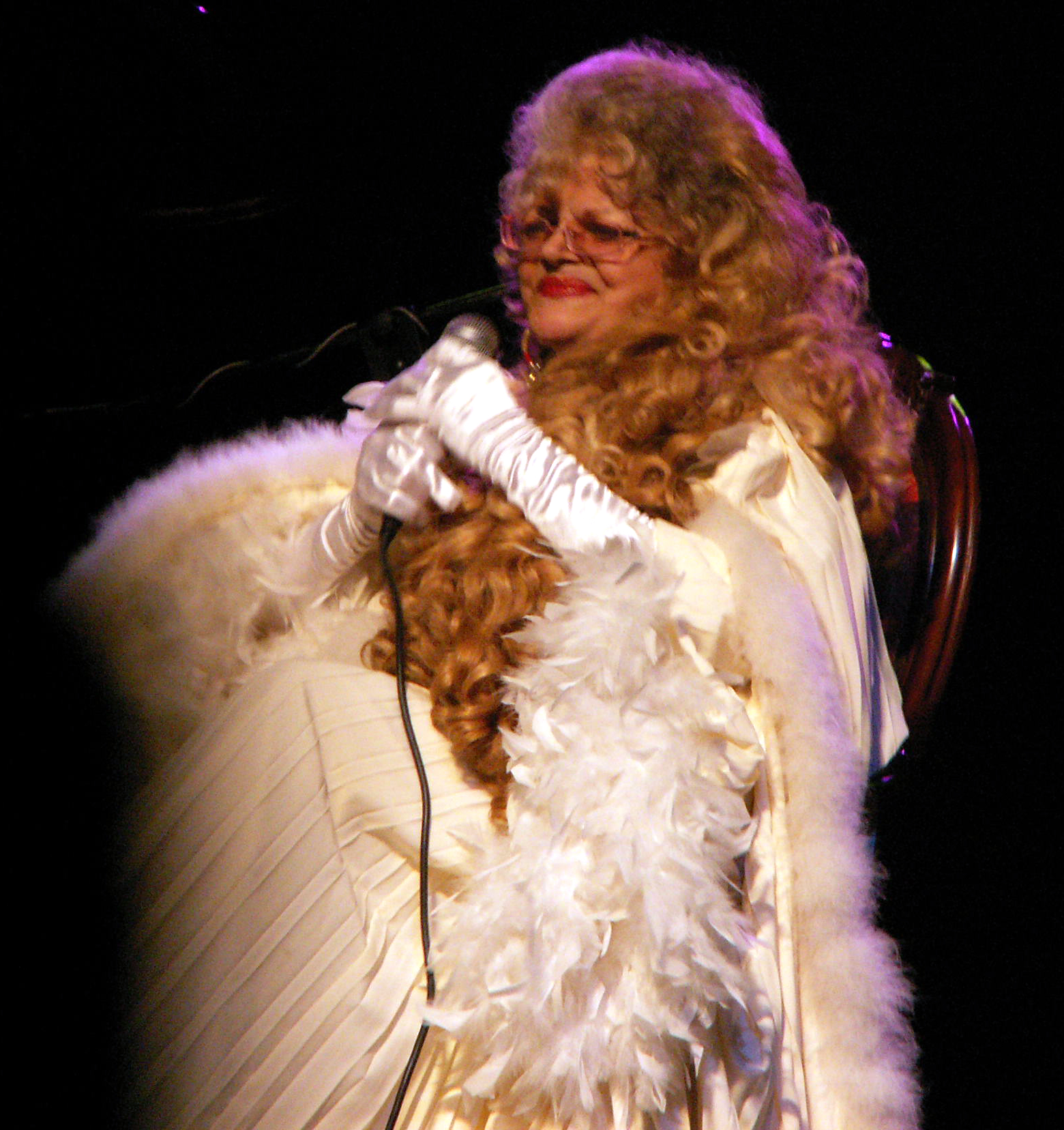
Vilas w Zabrzu (2010)

28 listopada 2009 w bazylice w Ziębicach zagrała pierwszy koncert po dwuletniej przerwie. W styczniu 2010 dwukrotnie wystąpiła z recitalem w sali balowej pałacu w Jastrowcu, ponadto 22 stycznia wystąpiła w Domu Muzyki i Tańca w Zabrzu i 25 lutego w Filharmonii Wrocławskiej. Po koncercie we Wrocławiu doszło do ostrych przepychanek pomiędzy fanami a pracownikami ochrony, którzy nie chcieli dopuścić ludzi do artystki.

### 2011
14 lutego 2011 wystąpiła w Wojewódzkim Domu Kultury w Kielcach podczas benefisu 50-lecia działalności artystycznej. Podczas uroczystej gali odebrała Srebrny Medal „Zasłużony Kulturze Gloria Artis”, statuetkę Stowarzyszenia Artystów Wykonawców Utworów Muzycznych i Słowno-Muzycznych oraz tytuł Honorowego Śpiewaka Muzeum Polskiej Piosenki w Opolu. Był to ostatni publiczny występ Villas. Media i fani krytykowali przebieg koncertu, w tym głównie zaniedbany występ Villas, która pojawiła się na scenie nieuczesana, skromnie ubrana i bez kilku zębów.
We wrześniu 2011 premier Donald Tusk z uwagi na zasługi Villas dla polskiej kultury, przyznał jej dożywotnią emeryturę w wysokości 4 tys. zł, zamiast dotychczasowej w kwocie 1 tys. zł.

## Śmierć
Została znaleziona martwa 5 grudnia 2011 w swoim domu w Lewinie Kłodzkim. Policja otrzymała informację od pogotowia ratunkowego o zgonie artystki ok. godz. 21. Wstępnie uznano, że był to zgon naturalny, ale już następnego dnia Prokuratura Okręgowa w Świdnicy poinformowała o wszczęciu postępowania mającego wyjaśnić przyczyny i okoliczności śmierci Villas. Wątpliwości prokuratury budziły warunki sanitarne, w jakich żyła piosenkarka oraz wygląd zwłok Villas wskazujący na zaniedbania medyczne – na jej ciele znajdowały się m.in. odleżyny i krwiaki, była także wychudzona. 
Śmierć Villas komentowały zagraniczne media, m.in. w Austrii, Chinach, Estonii, Francji, Hiszpanii, Meksyku, Izraelu, Niemczech, Rosji i Stanach Zjednoczonych. Smutek z powodu śmierci Villas wyraziła m.in. Barbra Streisand.
8 grudnia 2011 przeprowadzono sekcję zwłok, która nie wskazała jednoznacznej przyczyny śmierci Villas. Ewa Ścierzyńska, rzeczniczka prasowa Prokuratury Okręgowej w Świdnicy, poinformowała na konferencji prasowej z 9 grudnia 2011, że przyczyną śmierci artystki mogło być zapalenie płuc lub zator tłuszczowy płuc w związku z komplikacjami po złamaniu szyjki kości udowej lewej. 2 lutego 2012 r. prokuratura przekazała za pośrednictwem Polskiej Agencji Prasowej pełne wyniki sekcji zwłok Villas, z których wynikało, że nie można stwierdzić jednoznacznej przyczyny śmierci artystki i że do zgonu mogły przyczynić się zmiany chorobowe, zmiany pourazowe oraz urazy klatki piersiowej. W 2019 ujawniono, że śmierć Villas poprzedzała kilkunastogodzinna agonia, a wśród schorzeń przebytych przez artystkę wymienia się m.in. marskość wątroby, miażdżycę i udar mózgu.
27 czerwca 2012 Prokuratura Rejonowa w Kłodzku postawiła Elżbiecie Budzyńskiej zarzuty znęcania psychicznego oraz nieudzielenia pomocy, co miało wpływ na śmierć Villas. 14 listopada 2014 roku Budzyńska została skazana na 10 miesięcy pozbawienia wolności w związku z nieudzieleniem pomocy artystce, sąd uniewinnił ją jednak od zarzutu znęcania się psychicznego nad Villas. W 2019 zapadła kolejna decyzja sądu w sprawie Budzyńskiej – kobieta usłyszała wyrok 1,5 roku bezwzględnego więzienia za psychiczne i fizyczne znęcanie się nad Villas. Zarzucono jej pojenie alkoholem artystki i zaniedbanie domu oraz że nie zapewniła swojej pracodawczyni podstawowych warunków do życia (artystka miała niedobory jedzenia i picia). Według prokuratury, przyczyny śmierci artystki nie są znane, nie można więc udowodnić Budzyńskiej bezpośredniego przyczynienia się do zgonu Villas.
Pobrany pukiel włosów Villas został przetopiony na dwa diamenty, które przekazano rodzinie artystki.

### Pogrzeb

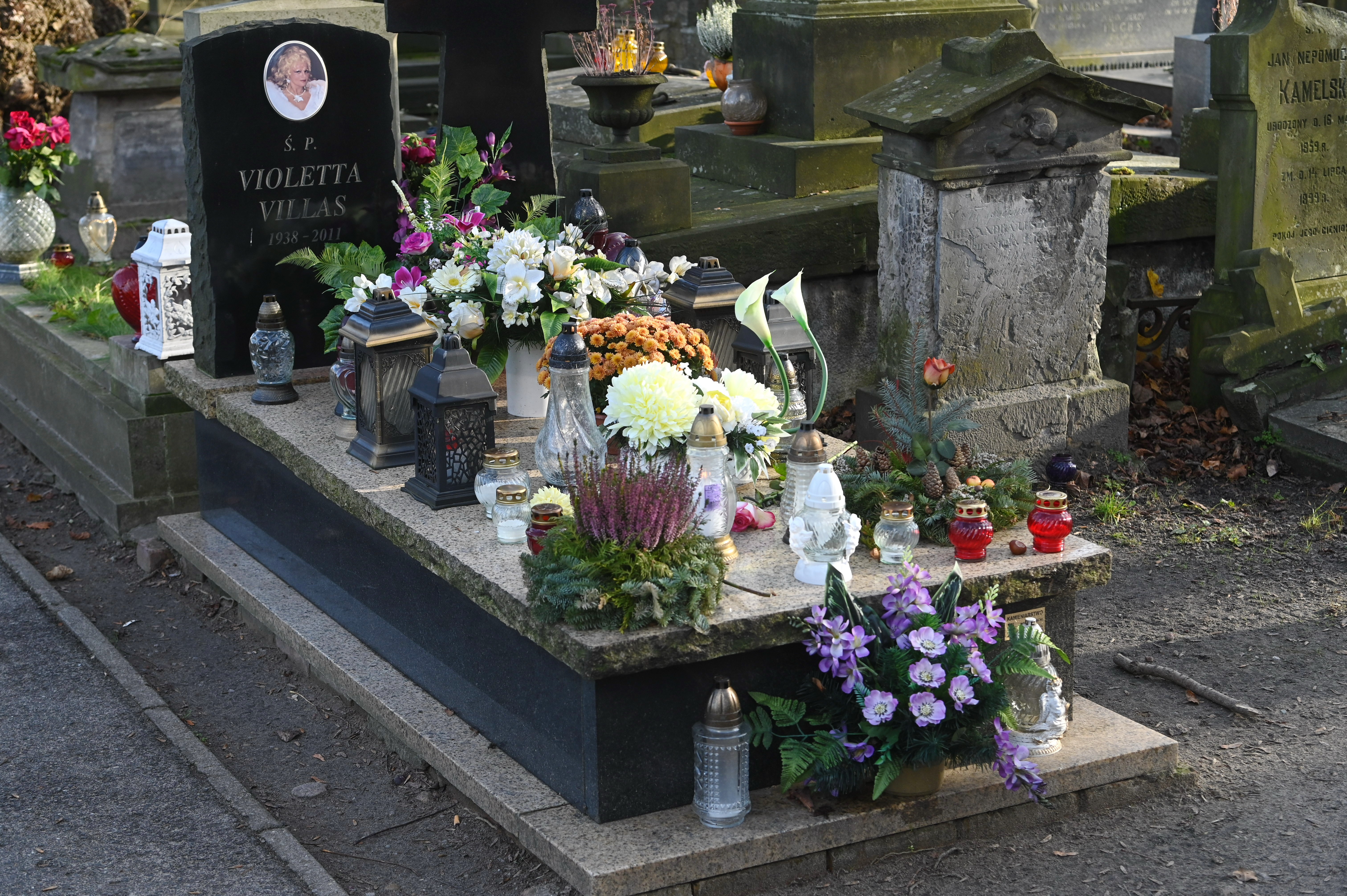
Grób Violetty Villas na warszawskim Cmentarzu Powązkowskim

Została pochowana 19 grudnia 2011 w Warszawie. Uroczystości pogrzebowe rozpoczęły się w kościele św. Karola Boromeusza na Powązkach, po czym trumna z ciałem artystki została złożona na cmentarzu Powązkowskim (kwatera 25-6-1). W ceremonii wzięło udział kilka tysięcy osób, w tym m.in. rodzina piosenkarki, urzędnicy Ministerstwa Kultury i Dziedzictwa Narodowego, władze gminy Lewin Kłodzki oraz przedstawiciele środowiska artystycznego, m.in. Ewa Kasprzyk, Mieczysław Gajda, Waldemar Kocoń, Andrzej Rosiewicz i Michał Wiśniewski. Uroczystość pogrzebową poprowadził bp Antoni Długosz. Grzegorz Wilk wykonał „Ave Maria” Franza Schuberta oraz piosenkę z repertuaru Villas – „Melancholie”. Podczas nabożeństwa żałobnego w imieniu ministra kultury Bogdana Zdrojewskiego odczytano napisany przez niego list pożegnalny.

## Po międzynarodowych sukcesach

### Współpraca z SB MSW
27 grudnia 1968 dobrowolnie przyjęła propozycję wywiadu SB MSW wystosowaną przez porucznika Zbigniewa Dąbrowskiego, inspektora Wydziału IV (działalność wywiadowcza na Ameryki i Wielką Brytanię), Departamentu I MSW, i podpisała oświadczenie o współpracy z komórką organizacyjną ds. wywiadu Służby Bezpieczeństwa Ministerstwa Spraw Wewnętrznych, obierając sobie pseudonim operacyjny „Gabriella”. Jej współpraca z SB MSW opierała się na „przekazywaniu informacji o ciekawszych osobach wśród poznanych kontaktów towarzyskich i przypadkowych, które mają bezpośrednie lub pośrednie dotarcie do tajnych materiałów i informacji i pracują w administracji i ośrodkach naukowych w USA (...)”. 3 lutego 1969 teczka kryptonimu „Gabriella” została założona i zarejestrowana w samodzielnej sekcji ewidencji Departamentu I MSW.
Współpraca Villas (OZI Gabriella) z SB zakończyła się w sierpniu 1973.

### Pozytywne strony sławy

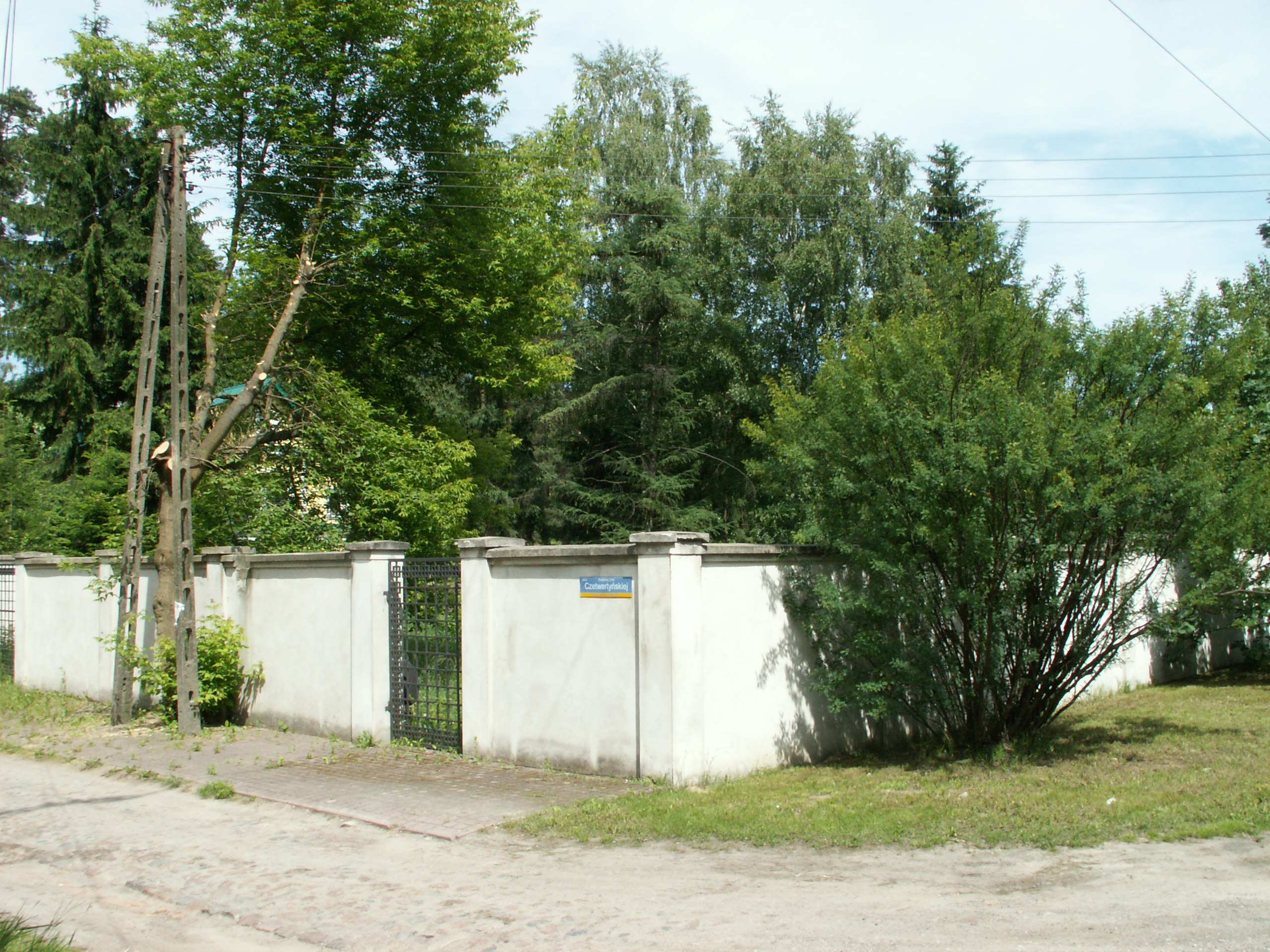
Działka w Magdalence, na której do 1999 stał dom Villas (wyburzony)

Po powrocie ze Stanów Zjednoczonych w latach 70. zamieszkała w zakupionej przez siebie wilii w Sękocinie-Lesie, na granicy z Magdalenką. Wzbudzała zainteresowanie nieznanym w owym czasie w Polsce stylem życia. Posiadała 2 samochody marki Mercedes. W Magdalence, gdzie nabyła dom, wybudowano studio do nagrań, w ogrodzie był podgrzewany basen, w domu sauna i kaplica. Nazywana była „pierwszą celebrytką PRL-u”.
W Polsce odbierała dowody uznania: w rodzinnym Lewinie Kłodzkim nazwano jej imieniem dom kultury, a w Stroniu Śląskim uczyniono patronką huty szkła. Zapraszano ją na wywiady, brała udział w programach telewizyjnych, nagraniach radiowych, na scenach w kraju organizowano jej recitale.

### Negatywne strony sławy
W kraju media krytykowały oryginalny styl bycia i ubierania się Villas, który nie przystawał do rzeczywistości socjalistycznej. Po powrocie z USA zarzucano artystce, że jest m.in. rozkapryszona. Dziennikarze poszukiwali skandali na temat Villas, zarzucali jej też ubarwianie swych opowieści dotyczących kariery i życia prywatnego. Ponadto padała ofiarą cenzury ze strony działaczy rządowych, którzy blokowali publikacje przychylnych artystce artykułów prasowych. Nagrywane przez nią utwory nie były grane w radiu.
Posterunek MO w Piasecznie odnotował dwa włamania do willi Villas w Magdalence, które były dotkliwe w skutkach. Podczas jednego z nich, w 1975, z jej rezydencji skradziono m.in. trzy futra z norek o wartości 3030 dolarów, złotą biżuterię, kilkaset dolarów oraz 128 tys. złotych; straty szacowano na 600 tys. zł.
W 1992, po recitalu artystki w Krynicy Zdroju, Bogusław Kaczyński wyraził przekonanie, że Villas „przecierpiała w swoim życiu bardzo wiele, jej życie to wielkie sukcesy, ale jeszcze większe cierpienia”. Zdaniem krytyka muzycznego, pomimo że tępiono ją i niszczono, była ona w stanie to przetrzymać.

## Wizerunek artystyczny

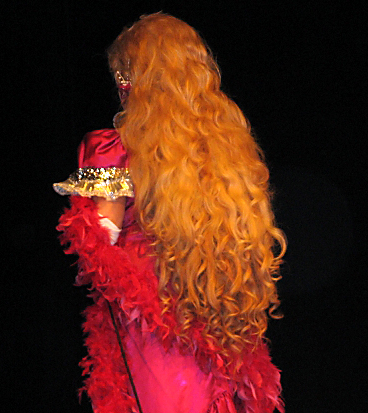
Charakterystyczna fryzura Villas

Była blondynką o niebieskich oczach, mierzącą 1,64 m wzrostu.
Od początku kariery jej styl ubierania się poddawano krytyce w Polsce. Autorka książki „Cena sławy” stwierdziła, że indywidualność piosenkarki została niedoceniona oraz że chciano ją „zrównać do szeregu”.
Podczas 1. Międzynarodowego Festiwalu Piosenki w Sopocie w 1961 roku podporządkowała się naciskom krytyków, a prowadząca koncert Irena Dziedzic zadecydowała, że piosenkarka przed występem ma upiąć włosy w prosty kok. Na festiwalu wystąpiła w dwóch kreacjach, z czego pierwsza miała oburzyć premiera Józefa Cyrankiewicza, a drugą – naprędce przygotowaną – wypożyczyła jej Jadwiga Grabowska.
W lipcu 1965 przeszła operację plastyczną nosa w szpitalu przy ul. Lindleya w Warszawie. Podczas pobytu w Las Vegas miała też poddać się operacji plastycznej piersi.
W USA dostrzeżono jej indywidualizm. Wykreowała styl hollywoodzkiej gwiazdy z lat 60., który realizowała przez całą karierę. Znana była z długich, kręconych blond włosów – często nosiła treskę. Często pokazywała się publicznie w naturalnych futrach, a na estradzie występowała w balowych, bogato zdobionych sukniach.
Marta Sztokfisz napisała w jej biografii, że określano ją jako „królową kiczu”. Ponadto w prasie pojawiały się określenia: „Madame Skandal”, „Laleczka”, „Tygrysica”. Zdaniem Karoliny Korwin-Piotrowskiej, Villas w latach 70., spełniała wyobrażenia Polaków o „gwieździe z wielkiego świata”.

## Charakterystyka głosu
Obdarzona była sopranem spinto, ze zdolnością do wykonywania partii koloraturowych, mogącym osiągnąć brzmienie zarówno liryczne, jak i dramatyczne.
Kwestia skali głosu Villas pozostaje nierozstrzygnięta. Najczęściej określana jest jako cztero- lub pięciooktawowa. Na wideo mierzącym jej skalę głosu na podstawie zapisów z różnych okresów Villas dysponuje zakumulowaną skalą od c (małego) do a4 (czterokreślnego), czyli cztery oktawy i seksta wielka (4,7 oktawy). Należy pamiętać, że fizyczna możliwość emisji skrajnych tonów nie jest równoznaczna z faktyczną ich dyspozycją w każdych warunkach (zob. tessitura).
Rozszerzona skala głosu stanowi ewenement głosowy w skali światowej, zarówno w muzyce popularnej, jak i operze. Dzięki możliwościom głosowym nazywana była „białym krukiem wokalistyki światowej”, często była też porównywana do Ymy Sumac, peruwiańskiej śpiewaczki.
Podczas nagrań muzycznych oraz na koncertach demonstrowała swoją skalę, wykonując glissanda, czyli wokalizy obejmujące wszystkie rejestry jej głosu.

## Pozostała działalność artystki
Villas, jako wykształcony muzyk, dała się poznać również jako kompozytorka muzyki rozrywkowej. Komponowała utwory zazwyczaj utrzymane w klimacie ballady, jak m.in. „Mechaniczna lalka”, „W Lewinie koło Kudowy”, czy „Kiedy mi przyjdzie zasnąć na dłużej”, ale również swinga i tradycyjnego popu, jak „Nie ma miłości bez zazdrości”, „Kto się komu śni”. Podejmowała się również działalności tekściarskiej, której efektem były piosenki m.in. „Ja już taka jestem”, „Miłością znów żyję” i „Pocałunek ognia”.
W 2007 na łamach dziennika „Fakt” ukazały się „Pamiętniki Violetty Villas” – cyklu sześciu obszernych artykułów autobiograficznych artystki: „Jak wyrwałam się ze wsi”, „Musiałam zostawić syna”, „Jak przestałam być Czesławą”, „W Las Vegas byłam gwiazdą”, „Zazdrość zabiła tę miłość” i „Podstępem zamknęli mnie w psychiatryku”.
Utrzymywała, że podczas pobytu w Stanach Zjednoczonych napisała autobiografię Nie wstydzę się swoich łez. Kolejną książkę, Moje cierniowe korony, Villas miała napisać w latach 90. Obie książki nie zostały nigdy wydane, a ich rękopisy rzekomo znajdowały się w archiwum artystki.
Projektowała niektóre swoje suknie i kostiumy sceniczne.
Zajmowała się działalnością charytatywną. W latach 60. wspierała fundusz budowy Instytut „Pomnik – Centrum Zdrowia Dziecka” w Warszawie, w późniejszym czasie częściowo sfinansowała aparaturę medyczną.
Była członkinią Stowarzyszenia Artystów Wykonawców Utworów Muzycznych i Słowno-Muzycznych.

## Życie prywatne
Uważała się za patriotkę, a podczas występów za granicą podkreślała silne przywiązanie do Polski. W wywiadach podkreślała swoją silną wiarę w Boga. Nie chodziła jednak do kościoła.

### Związki
Była trzykrotnie zamężna, we wszystkich przypadkach po ślubie cywilnym. 21 lutego 1955 za zgodą sądu (miała wówczas 16 lat) zawarła związek małżeński z porucznikiem wojsk pogranicza Piotrem Gospodarkiem (ur. 10 maja 1934), z którym miała syna Krzysztofa (ur. 8 stycznia 1956). Po ślubie zamieszkała z mężem w domu jej rodziców. W 1957 opuściła rodzinę i wyjechała kształcić się do Szczecina, gdzie mieszkała u swojej siostry. Ostatecznie rozwiodła się z mężem. W 1964 roku zamieszkała z synem na warszawskim Solcu. W latach 60. była związana z Januszem Ekiertem.
28 marca 1968 w Los Angeles poślubiła amerykańskiego przedsiębiorcę i swojego ówczesnego managera, Harry’ego Benjamina Maltera (ur. 1912), z którym również się rozwiodła. Po rozwodzie związała się z dyrektorem hotelu Dunes Majorem Arterburnem Riddle, ich relacja zakończyła się w 1973 roku. Plotkowano, że Villas miała także romanse z Robertem Warsem i Frankiem Sinatrą. 
W 1987 podczas trasy koncertowej z Teatrem Syrena w Chicago poznała Tadeusza „Teda” Kowalczyka. Po zakończeniu występów, na prośbę właścicielki polonijnego klubu Polonez, została jeszcze dwa tygodnie dłużej w Stanach Zjednoczonych. Wtedy też nawiązała bliższą więź z przedsiębiorcą, a 6 stycznia 1988 wzięli ślub. Na trwające pięć dni przyjęcie weselne w Chicago zaproszonych zostało 1500 gości. Villas zaprezentowała się na weselu w 21 kreacjach. Nagranie z przyjęcia zostało wydane na kasecie wideo, którą sprzedawano za 80 dol. Koszt organizacji wesela wynosił 300 tys. dol. Państwo młodzi spędzili miesiąc miodowy w Honolulu. W październiku 1988 Kowalczyk złożył pozew rozwodowy, a po zakończeniu małżeństwa udzielał wielu wywiadów, w których zarzucał Villas m.in. „wielogodzinne modły i większe umiłowanie do zwierząt niż do seksu”. Zmarł 10 maja 2006 na raka.
Po rozwodzie z Kowalczykiem nie związała się już z żadnym mężczyzną.

### Schronisko dla zwierząt

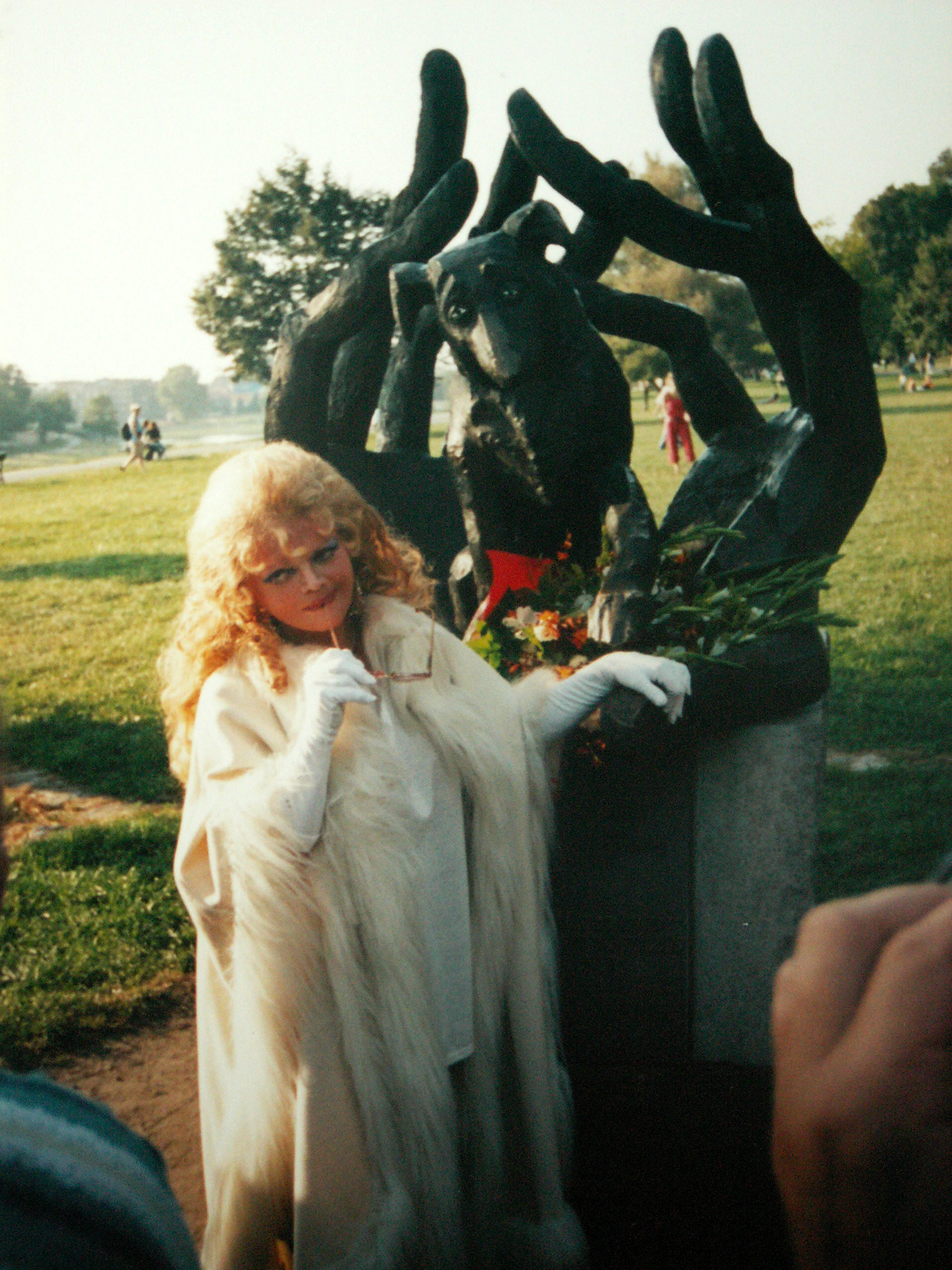
Villas pod pomnikiem psiej wierności w Krakowie (2005)

Znana była ze dobroczynności dla zwierząt, które często nazywała „braćmi mniejszymi”. Po powrocie do Polski zaczęła gromadzić w Magdalence dużą liczbę psów i kotów, które niekontrolowanie się rozmnażały. Z czasem dom wykupili sąsiedzi, państwo Jankilewiczowie, którzy byli poirytowani uciążliwym sąsiedztwem Villas, objawiającym się m.in. ujadaniem psów. Po przeprowadzce do Lewina Kłodzkiego na przydomowej posesji założyła schronisko dla zwierząt „Moi bracia mniejsi”. Artystce zarzucano, że przyjęła do niego za dużo zwierząt (było w nim ponad 150 psów i 300 kotów) i przestała sobie z nimi radzić, na skutek czego ich stan był zły i zaczął zagrażać epidemiologicznie okolicznym gospodarstwom. Negatywne opinie o jej schronisku wydał wojewódzki inspektor sanitarny, wszczęto także dochodzenie przeciwko Villas, oskarżając ją o znęcanie się nad zwierzętami. Sprawa została zawieszona po tym, jak artystka podpisała umowę ze schroniskiem „Azorek” w Obornikach, do którego stopniowo przeniesiono część zwierząt, a pozostałe zostały poddane sterylizacji i znajdowały się pod stałą opieką weterynaryjną.
Występowała z koncertami wspierającymi organizacje charytatywne (m.in. Fundacja Prometeusz). Dochody z recitali w dużej mierze przeznaczała na utrzymanie swojego schroniska. Prowadzenie schroniska pogłębiało problemy finansowe Villas, dlatego artystka w 2004 zaapelowała o pomoc, a na jej wezwanie odpowiedziała m.in. Edyta Górniak, która wspólnie z rodzicami wybudowała pomieszczenia dla kotów oraz wspomogła Villas finansowo.
Lokalne władze samorządowe na początku 2007 zdecydowały się zamknąć schronisko po tym, jak Villas została hospitalizowana po pobycie w szpitalu psychiatrycznym. W jednym z portali internetowych podano, że „blisko 70 psów z przytuliska zostało odwiezionych do dwóch innych schronisk”. Po wyjściu ze szpitala Villas zapowiedziała chęć odzyskania zabranych zwierząt.

### Choroby i uzależnienia
Istnieją poszlaki, że Villas zmagała się z uzależnieniem od alkoholu, morfiny oraz innych używek. Służba wywiadowcza, z którą była związana, odnotowywała rzekome przypadki zakupu przez Villas narkotyków i wywołanych przez nie anormalnych zachowań artystki za granicą. Podobne notatki SB sporządzała ws. problemów Villas ze zdrowiem psychicznym. 14 lipca 1976 Ambasada PRL w Republice Federalnej Niemiec przez pośrednictwo kierownika działu prasowo-reklamowego Pagart-u Eugeniusza Grubera informowała Służbę Bezpieczeństwa o nerwowej chorobie Villas i wnioskowała o „bezzwłoczny jej powrót do Polski i poddanie leczeniu szpitalnemu”.
18 lutego 1977, w związku z samowolnym przedłużeniem swojego pobytu w USA i zatrzymaniu się w drodze powrotnej w RFN, by zakupić narkotyki, zastrzeżono jej paszport i wyjazdy z Polski.
Od końca grudnia 2006 przebywała w szpitalu psychiatrycznym w Stroniu Śląskim. Szwagier artystki, Jan Mulawa, na jej prośbę wezwał pogotowie. Współpracownicy artystki zaprzeczali, jakoby pobyt w szpitalu był spowodowany chorobą psychiczną, jednak, jak przyznała rodzina, Villas od lat cierpiała na zaburzenia urojeniowe. Procedura przyjęcia do szpitala odbyła się w trybie nagłym. Villas była skrajnie wyczerpana z powodu niedożywienia. Otrzymała jednoosobowy pokój, podano jej leki psychiatryczne, jej stan szybko się poprawił. Po dwóch tygodniach adwokatowi udało się uzyskać zgodę sądu na kontakt z piosenkarką, według niego Villas została hospitalizowana bezpodstawnie. W wyniku tych działań sąd okręgowy na wyjazdowym posiedzeniu, które miało miejsce w szpitalu, umorzył sprawę o bezpodstawne hospitalizowanie, gdyż Villas wyraziła wolę dobrowolnego poddania się leczeniu. 19 stycznia 2007 roku opuściła szpital, a tydzień później wzięła udział w konferencji prasowej, podczas której zarzuciła rodzinie, że próbowała pozbawić ją wolności, a syna Krzysztofa oskarżyła o próbę przejęcia jej majątku. Ponadto wyraziła chęć powrotu do Lewina Kłodzkiego. Podawano informacje, że jej dom jest remontowany, choć dziennikarskie śledztwo nie potwierdziło tej informacji.

## Wpływ na popkulturę i upamiętnienie

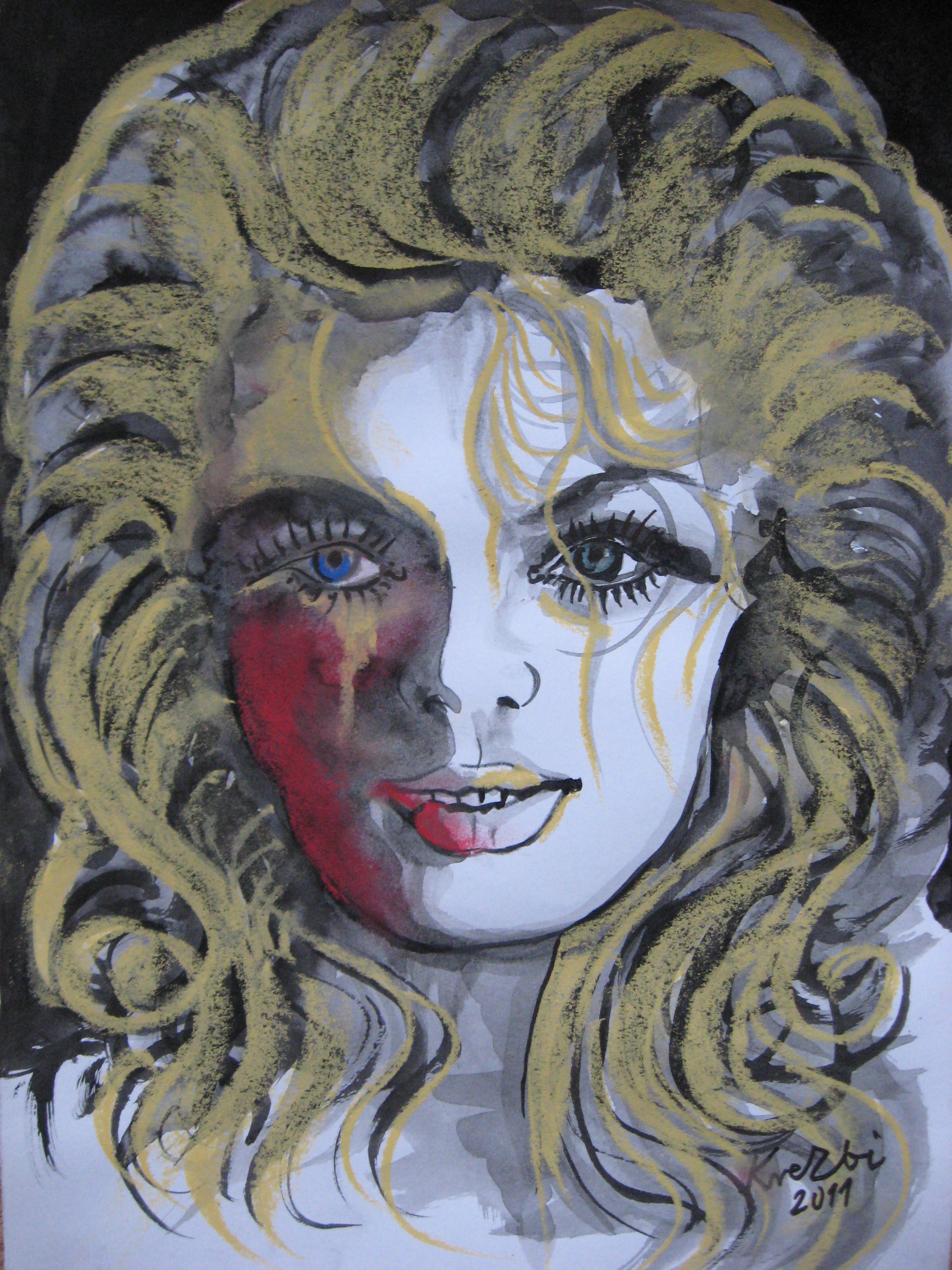
Portret Violetty Villas autorstwa Zbigniewa Kresowatego

Od początku kariery stała się jedną z najbardziej charakterystycznych postaci polskiego show-biznesu. Była wielokrotnie parodiowana w programie satyrycznym Szymon Majewski Show, a w jej rolę wcielała się Beatrycze Łukaszewska.
Powstał szereg filmów biograficznych o artystce, takich jak np. „Violetta Villas”, czy „Sen o kopciuszku”. Villas jest bohaterką książek Witolda Fillera pt. „Tygrysica z Magdalenki”, Marty Sztokfisz pt. „Cena sławy”, Marka Różyckiego pt. „Gwiazdy w oczach, czyli Hollywood po polsku”, Tomasza Raczka pt. „Karuzela z idolami: gwiazdozbiór osobisty”, Marcina Szczygielskiego pt. „Kallas. Opowieść o przyjaźni Violetty Villas i Kaliny Jędrusik” oraz wydanej w 2011 biografii autorstwa Izabeli Michalewicz i Jerzego Danielewicza pt. „Villas. Nic przecież nie mam do ukrycia”. Znaczenie Villas w kulturze masowej podkreśla Tomasz Raczek w swojej książce „Karuzela z madonnami”.
W 2000 nakręcono film Bellissima, w którym postać grana przez Ewę Kasprzyk stylizowała się na Villas i była nią zafascynowana.
W 2012 rodzina artystki złożyła wniosek do Urzędu Patentowego o zastrzeżenie pseudonimu „Violetta Villas” jako znaku towarowego.
W 2012 w warszawskim Teatrze Kamienica premierę miała sztuka oparta na życiu Villas pt. „Kallas”, w której w rolę artystki wcieliła się Ewa Kasprzyk. W 2015 w łódzkim Teatrze Nowym odbyła się premiera sztuki „Violetta Villas/Melancholia”, oparta na życiu artystki. We wrześniu 2016 w Nowym Teatrze im. Witkacego w Słupsku odbyła się premiera spektaklu „Las Villas”, w którym w rolę piosenkarki wcieliła się Hanna Piotrowska.
Utwór „Czesława” polskiej wokalistki Sanah jest inspirowany postacią Villas.
10 czerwca 2023, w 85. rocznicę urodzin artystki, odsłonięto pomnik Villas w Lewinie Kłodzkim.

## Spektakle teatralne i rewiowe
| Premiera         | Tytuł                        | Teatr           | Reżyser           |
| ---------------- | ---------------------------- | --------------- | ----------------- |
| 26 lipca 1966    | Grand music hall de Varsovie | Olympia         | Bruno Coquatrix   |
| grudzień 1966    | Casino de Paris              | Dunes           | Frederic Apcar    |
| 28 grudnia 1968  | Villas Revue                 | Sala Kongresowa | Violetta Villas   |
| sierpień 1977    | Kochajmy się                 | Teatr Wielki    | Janusz Rzeszewski |
| październik 1979 | Trzeci program               | Teatr Syrena    | Stefan Wenta      |
| 28 lutego 1986   | Violetta                     | Teatr Syrena    | Witold Filler     |
| 14 września 1987 | Violetta                     | Carnegie Hall   | Witold Filler     |

## Trasy koncertowe
| Rok       | Program                                 | Miejsce                   |
| --------- | --------------------------------------- | ------------------------- |
| 1969      | Casino de Paris                         | USA – Australia           |
| 1976      | Podwieczorek przy mikrofonie            | USA – Japonia – Australia |
| 1986–1988 | Violetta                                | Europa – USA – Kanada     |
| 1992–1994 | Violetta Villas Show                    | Polska – USA              |
| 2009–2010 | Na pocieszenie serca i uniesienie ducha | Polska                    |

## Nagrody i odznaczenia
- 1961 – „Najlepszy szlagier roku” za piosenkę Dla Ciebie miły
- 1964 – „II nagroda w konkursie radiowym na piosenkę KFPP Opole” za piosenkę Przyjdzie na to czas
- 1965 – „Grand Prix International d’Interpretation” za piosenkę Ave Maria No Morro
- 1987 – „Honorowe Obywatelstwo miasta New Britain”
- 1991 – „Sex-kobieta roku”
- 1996 – „Order świętej Brygidy”
- 1999 – „Honorowe Obywatelstwo miasta Lewin Kłodzki”
- 2008 – „Nagroda Ministerstwa Kultury i Dziedzictwa Narodowego”
- 2011 – Srebrny Medal „Zasłużony Kulturze Gloria Artis”[201]
- 2011 – „Nagroda Stowarzyszenia Artystów Wykonawców Utworów Muzycznych i Słowno-Muzycznych”
- 2011 – „Nagroda Honorowego Śpiewaka Muzeum Polskiej Piosenki w Opolu”